# Division Nationale (1959/1960)
22. sezon najwyższych w hierarchii piłkarskich rozgrywek ligowych we Francji, mających na celu wyłonienie mistrza tego kraju za sezon 1959/60.

## Tabela końcowa
|    | Klub                   | Pkt | M  | Z  | R  | P  | G+  | G-  | +/- |  | Komentarz                      |
| -- | ---------------------- | --- | -- | -- | -- | -- | --- | --- | --- |  | ------------------------------ |
| 1  | Stade de Reims         | 60  | 38 | 26 | 8  | 4  | 109 | 46  | +63 |  | Mistrz Francji Puchar Mistrzów |
| 2  | Nîmes Olympique        | 53  | 38 | 22 | 9  | 7  | 78  | 43  | +35 |  |                                |
| 3  | RC Paris               | 49  | 38 | 19 | 11 | 8  | 118 | 56  | +62 |  |                                |
| 4  | AS Monaco              | 45  | 38 | 19 | 7  | 12 | 70  | 45  | +25 |  | (zdobywca Coupe de France)     |
| 5  | Toulouse FC            | 44  | 38 | 19 | 6  | 13 | 74  | 61  | +13 |  |                                |
| 6  | RC Lens                | 44  | 38 | 18 | 8  | 12 | 55  | 57  | -2  |  |                                |
| 7  | Le Havre AC            | 42  | 38 | 15 | 12 | 11 | 63  | 68  | -5  |  |                                |
| 8  | US Valenciennes-Anzin  | 40  | 38 | 16 | 8  | 14 | 65  | 60  | +5  |  |                                |
| 9  | OGC Nice               | 40  | 38 | 17 | 6  | 15 | 71  | 74  | -3  |  |                                |
| 10 | Limoges FC             | 38  | 38 | 14 | 10 | 14 | 46  | 46  | 0   |  |                                |
| 11 | UA Sedan-Torcy         | 37  | 38 | 12 | 13 | 13 | 62  | 62  | 0   |  |                                |
| 12 | AS Saint-Étienne       | 36  | 38 | 12 | 12 | 14 | 62  | 65  | -3  |  |                                |
| 13 | Angers SCO             | 36  | 38 | 13 | 10 | 15 | 60  | 67  | -7  |  |                                |
| 14 | Stade Français         | 34  | 38 | 14 | 6  | 18 | 59  | 70  | -11 |  |                                |
| 15 | Stade Rennais          | 33  | 38 | 13 | 7  | 18 | 47  | 59  | -12 |  |                                |
| 16 | Olympique Lyon         | 31  | 38 | 10 | 11 | 17 | 41  | 52  | -11 |  | Puchar Miast Targowych         |
| 17 | FC Sochaux-Montbéliard | 27  | 38 | 8  | 11 | 19 | 40  | 67  | -27 |  | Spadek do Division 2           |
| 18 | SC Toulon              | 25  | 38 | 9  | 7  | 22 | 50  | 85  | -35 |  | Spadek do Division 2           |
| 19 | RC Strasbourg          | 25  | 38 | 9  | 7  | 22 | 55  | 92  | -37 |  | Spadek do Division 2           |
| 20 | Girondins Bordeaux     | 21  | 38 | 7  | 7  | 24 | 52  | 102 | -50 |  | Spadek do Division 2           |

## Awans do Division 1
- FC Grenoble
- FC Nancy
- FC Rouen
- AS Troyes-Savinienne

## Najlepsi strzelcy
| Miejsce | Piłkarz             | Narodowość                         | Klub                                  | Gole |
| ------- | ------------------- | ---------------------------------- | ------------------------------------- | ---- |
| 1       | Just Fontaine       | Francja                            | Stade de Reims                        | 28   |
| 2       | Thadée Cisowski     | Francja                            | RC Paris                              | 27   |
| 3       | Ginès Liron         | Francja                            | AS Saint-Étienne                      | 23   |
| 4       | Hassan Akesbi       | Maroko                             | Nîmes Olympique                       | 22   |
| -       | Bernard Rahis       | Francja                            | Nîmes Olympique                       | 22   |
| -       | Petrus Van Rhijn    | Holandia                           | Stade Français                        | 22   |
| -       | Joseph Ujlaki       | Francja · Węgry                    | RC Paris                              | 22   |
| 8       | Laurent Robuschi    | Francja                            | Girondins Bordeaux                    | 20   |
| 9       | Roger Piantoni      | Francja                            | Stade de Reims                        | 18   |
| 10      | Jean Topka          | Francja · Wybrzeże Kości Słoniowej | RC Paris                              | 17   |
| -       | Ernie Schultz       | Francja                            | Toulouse FC                           | 17   |
| 12      | Ignace Wognin       | Francja                            | Angers SCO                            | 16   |
| -       | Ahmed Oudjani       | Francja                            | RC Lens                               | 16   |
| 14      | Antoine Groschulski | Francja · Polska                   | RC Strasbourg (10) UA Sedan-Torcy (5) | 15   |